# Simetrija T
Simetrija T pomeni simetrijo (obnašanje) fizikalnih količin pri transformacijah, ki predstavljajo obrat časa:
{\displaystyle T:t\mapsto -t\!\,.}
To je sprememba časa {\displaystyle t\,} v {\displaystyle -t\,}. Vesolje ne kaže simetrije na obrat časa. To pove tudi drugi zakon termodinamike.
Količine, ki ne spremenijo predznaka pri obratu časa, se imenujejo sode (parne) količine glede na simetrijo T. Podobno se tiste količine, ki spremenijo predznak pri obratu časa, imenujejo lihe (neparne) količine. 

### Sode (parne) količine
Nekatere fizikalne količine, ki ne spremenijo predznaka pri obratu časa ({\displaystyle f(t)=f(-t)\,}) so na primer:
- {\displaystyle {\vec {x}}\!} lega telesa
- {\displaystyle {\vec {a}}\!} pospešek telesa
- {\displaystyle {\vec {F}}\!} sila na telo
- {\displaystyle E\!} energija telesa
- {\displaystyle U\!} električni potencial (električna napetost)
- {\displaystyle {\vec {E}}\!} jakost električnega polja
- {\displaystyle {\vec {D}}\!} gostota električnega polja
- {\displaystyle \rho \!} gostota naboja
- {\displaystyle {\vec {P}}\!} električna polarizacija
- Gostota energije elektromagnetnega polja
- Maxwellov napetostni tenzor
- vse mase, naboji, sklopitvene in druge konstante, razen tistih, ki so povezane s šibko silo.

### Lihe (neparne) količine
Nekatere fizikalne količine klasične fizike, ki spremenijo predznak pri obratu časa ({\displaystyle -f(t)=f(-t)\,}) so:
- {\displaystyle t\!} čas
- {\displaystyle {\vec {v}}\!} hitrost
- {\displaystyle {\vec {p}}\!} gibalna količina
- {\displaystyle {\vec {L}}\!} vrtilna količina
- {\displaystyle {\vec {B}}\!} gostota magnetnega polja
- {\displaystyle {\vec {H}}\!} jakost magnetnega polja
- {\displaystyle {\vec {j}}\!} gostota električnega toka
- {\displaystyle {\vec {M}}\!} magnetizacija
- {\displaystyle {\vec {\mathcal {P}}}\!} Poyntingov vektor
- {\displaystyle P\!} moč.